# Steve Stevens
Steve Stevens, cuyo nombre de nacimiento era Steve Schneider (Nueva York, Estados Unidos, 5 de mayo de 1959), es un guitarrista estadounidense. Su estilo es el hard rock y acompaña a Billy Idol desde sus inicios como cantante solista.
Tiene grabados tres discos como solista, Atomic Playboy, Flamenco A Go-Go y Memory Crash en los que se incursiona en el flamenco y el jazz rock. También ha grabando 2 discos junto a Terry Bozzio y Tony Levin bajo la denominaciòn de Bozzio, Levin & Stevens cuyos nombres son Situation Dangerous  y Black Light Syndrome.
Colaboró con el exbaterista de Kiss, Peter Criss en su primer álbum como solista y posteriormente fue invitado por Michael Jackson para participar como músico de sesión para el álbum de 1987 Bad, interpretando el "solo" de Dirty Diana, escrita junto al propio Jackson. En 1991 se unió a Vince Neil, que entonces estaba fuera de Mötley Crüe, como miembro oficial a la nueva banda del cantante, y editó el álbum Exposed.
Es también coautor, junto con Harold Faltermeyer, de una de las composiciones más reconocibles de la BSO de Top Gun, Top Gun Anthem.
- Datos: Q374962
- Multimedia: Steve Stevens / Q374962